# Das Laufenberg NETzine
Das Laufenberg NETzine, auch bekannt unter dem Domainnamen Netzine.de, ist ein politisch-literarisch-satirisches Internet-Periodikum in deutscher Sprache. Als Ein-Mann-Unternehmen betont es die Weltsicht seines Autors Walter Laufenberg. Die erste Ausgabe wurde am 3. Januar 1996 als Wochenmagazin ins Netz gestellt.

## Name
Weil der Begriff Blog damals noch nicht üblich war, orientierte sich die Bezeichnung an den Netzines, Webzines und Fanzines, die es in den USA bereits gab. Das Kunstwort Netzine ist zusammengesetzt aus den beiden Endungen von Internet und Magazine (im Englischen mit dem nicht gesprochenen e am Ende).

## Inhalt
Von Anfang an bringt das nicht-kommerzielle Periodikum Netzine.de Kurzmeldungen zur Aktualität, und zwar in einer Vermischung von Realsatire und Satire. Das Netzine.de beruft sich auf den Vorläufer Christian Friedrich Daniel Schubart (1739–1791), der in seiner Deutschen Chronik kritische Bemerkungen zum Zeitgeschehen gebracht hat, wofür er mehr als zehn Jahre ohne Verurteilung eingesperrt wurde. Netzine.de wurde im Laufe der Jahre ständig ergänzt, und zwar mit Kurzgeschichten, Reisebildern, Essays, einem ironischen Sprachkurs für Schreibende, Buch- und Film-Rezensionen, Leser-Reaktionen, Informationen über den Autor und seine Bücher und dem interaktiven Wörterbuch Laufenbergs Läster-Lexikon (LLL), das weitgehend auf Anregungen der Netzine-Leser basiert und illustriert ist mit Karikaturen aus der Leserschaft, auch von renommierten Cartoonisten.

## Entwicklung
Mitte 2003 wurde das Wochenmagazin mit der Hauptrubrik Aktuelles auf zweiwöchentliches Erscheinen umgestellt. Die übrigen Rubriken werden nach wie vor ohne festen Zeitplan ergänzt. Das Netzine.de stand mehrere Jahre hintereinander auf der Bestenliste für den deutschen Alternativen Medienpreis. Das LLL hat inzwischen mehr als 1000 Stichwörter.